# Les Amants de Vérone
Pour les articles homonymes, voir Les Amants.
Pour plus de détails, voir Fiche technique et Distribution.
Les Amants de Vérone est un film français réalisé par André Cayatte en 1948, sorti en 1949.

## Synopsis
Peu après la Seconde Guerre mondiale, on tourne à Venise une adaptation de Roméo et Juliette. En marge des protagonistes, deux jeunes gens vont vivre à leur tour le drame de Shakespeare : Angelo, verrier à Murano et Giorgia, fille d'un magistrat fasciste. Ils doublent les vedettes du film et vivent un amour incertain et toujours menacé, en particulier par les intrigues du louche Raffaele, rabatteur de la famille Maglia. Angelo est tué et Georgia meurt à ses côtés.

## Fiche technique
- Réalisation : André Cayatte
- Scénario : André Cayatte
- Adaptation et Dialogue : Jacques Prévert
- Assistant réalisateur : Pierre Léaud
- Images : Henri Alekan
- Opérateur : Henri Tiquet, assisté de R. Latouzet et R. Menvielle
- Son : Antoine Petitjean
- Décors : René Moulaert, assisté de Henri Schmitt, Camille Demangeat, René Petit
- Montage : Christian Gaudin, assisté de Christiane Stengel
- Musique : Joseph Kosma (éditions: Choudens)
- Chanson : Marguerite Monnot
- Maquettes des costumes : Rosine Delamare
- Maquillage : Paule Déan
- Script-girl : Mildred Pease
- Production : CICC (Raymond Borderie)
- Distribution : Les Films Corona, puis Pathé Films
- Distribué aux États-Unis en version originale sous-titrée par : Souvaine Selective Pictures
- Chef de production : Raymond Borderie
- Directeur de production : Jean Clerc
- Secrétaire de production : Margot Capelier
- Administrateur de production : Léon Canel
- Administrateur général : Charles Borderie
- Agent technique : Guy Seitz - Effets spéciaux : LAX
- Régisseur général : André Michaud
- Régisseur ensemblier : Albert Volpert
- Tournage aux Studios de Boulogne, à la verrerie Pauly and Cie à Venise et à Vérone.
- Enregistrement sur Western Electric
- Tirage : Laboratoire L.T.C de Saint-Cloud
- Genre : Film dramatique
- Format : Son mono - Noir et blanc - 35 mm  - 1,37:1
- Durée : 105 minutes
- Longueur : 2735 mètres (Finlande)
- Tournage du 7 juillet 1948 au 15 février 1949
- Première présentation le 7 mars 1949
- Visa d'exploitation : 8014

## Distribution
- Anouk Aimée : Giorgia Maglia, la jeune fille amoureuse de Angelo
- Serge Reggiani : Angelo, un ouvrier souffleur, amoureux de Georgia
- Pierre Brasseur : Raffaele, le rabatteur de la famille Maglia à qui Georgia est promise
- Martine Carol : Bettina Verdi, la vedette du film qui joue Juliette
- Louis Salou : Ettore Maglia, un magistrat fasciste déchu, le père de Georgia
- Marcel Dalio : Amédéo, le cousin désaxé d'Ettore
- Marianne Oswald : Laetitia, la gouvernante d'Ettore Maglia
- Solange Sicard : Lucia Maglia, la femme d'Ettore
- Roland Armontel : Bianchini, le metteur en scène du film
- René Génin : le gardien du tombeau de Juliette
- Philippe Lemaire : Benedetti, l'acteur jouant Roméo
- Charles Deschamps : l'industriel Sandrini, le producteur du film
- Yves Deniaud : Ricardo, un acteur farceur qui joue le rôle de Frère Laurent
- Max Dalban : un tueur
- Frédéric O'Brady : le second tueur
- Charles Blavette : le patron de la verrerie
- Claude Nicot : Léo, l'assistant metteur en scène
- Guy Favières : le grand-père Maglia
- Marcel Perès : Domini, un souffleur de verre
- Robert Rollis : une doublure
- Lucien Raimbourg : le régisseur
- Claudie Carter : Cléo, l'ancienne maîtresse d'Angelo, marchande de fleurs
- Palmyre Levasseur : l'habilleuse
- Franck Maurice : l'homme